# Geher-Länderkampf der Männer 1975 Frankreich – BR Deutschland – Belgien – Schweiz
| 8. Leichtathletik-Länderkampf mit bundesdeutscher Beteiligung 1975          | 8. Leichtathletik-Länderkampf mit bundesdeutscher Beteiligung 1975 |
| --------------------------------------------------------------------------- | ------------------------------------------------------------------ |
|                                                                             |                                                                    |
| Geher-Vergleich der Männer: Frankreich – BR Deutschland – Belgien – Schweiz |                                                                    |
| Austragungsort                                                              | Nancy                                                              |
| Wettbewerbe                                                                 | 2                                                                  |
| Datum                                                                       | 21./22. Juni                                                       |
| 1. FRG 2. FRA 3. BEL 4. SUI                                                 | 57 Punkte 54 Punkte 25 Punkte 21 Punkte                            |
| Chronik                                                                     |                                                                    |
| ← FIN-FRG/FRG-POL (F)                                                       | FRG-FRA-ITA-CSK00 Marathon (M) →                                   |

Im achten Vergleich des Länderkampfjahres 1975 gab es wieder einen Länderkampf der bundesdeutschen Geher gegen Frankreich, die Schweiz und Belgien. Die Begegnung fand am 21./22. Juni in der französischen Stadt Nancy statt und war der zweite und letzte Vergleich der Geher in diesem Jahr. In den Jahren davor hatte es sechs Begegnungen mit den drei Teilnehmernationen BR Deutschland, Frankreich und der Schweiz und zwei mit dem zusätzlichen Teilnehmer Belgien gegeben. Alle vergangenen Aufeinandertreffen hatten die bundesdeutschen Vertreter für sich entschieden.

## Modus
Wie gewohnt standen zwei Wettbewerbe auf dem Programm, das Straßengehen über 20 und wie im Vorjahr über 50 Kilometer. Jede Nation konnte pro Wettbewerb vier Geher stellen, von denen die drei Besten gewertet wurden. Der erste Rang brachte dreizehn Punkte, der zweite elf, der dritte zehn, der vierte neun, der fünfte acht usw.

## Ergebnis
Auf der kürzeren Distanz erreichten die gewerteten bundesdeutschen Geher mit ihren Rängen eins, zwei und vier einen deutlichen Vorsprung vor ihren Gegnern. Im Wettkampf über fünfzig Kilometer punkteten die französischen Sportler (Ränge eins bis drei) am besten. Die Bundesrepublik belegte hier die Plätze vier, fünf und sieben, was in der Summe beider Disziplinen mit 57 Punkten zum Gesamtsieg in diesem Vierländerkampf ausreichte. Frankreich belegte mit 54 Punkten knapp dahinter den zweiten Platz vor Belgien (25 Punkte) und der Schweiz (21 Punkte).

## Legende
Kurze Übersicht zur Bedeutung der Symbolik – so üblicherweise auch in sonstigen Veröffentlichungen verwendet:
| DNF | nicht im Ziel (did not finish) |

## Resultate

### 20-km-Straßengehen
| Platz | Athlet                   | Land | Zeit (h) |
| ----- | ------------------------ | ---- | -------- |
| 01    | Bernd Kannenberg         | FRG  | 1:30:46  |
| 02    | Gerhard Weidner          | FRG  | 1:30:49  |
| 03    | Godfried de Jonkhere     | BEL  | 1:31:29  |
| 04    | Leo Frey                 | FRG  | 1:32:53  |
| 05    | Heinrich Schubert        | FRG  | 1:33:14  |
| 06    | Jean-Pierre Saint Martin | FRA  | 1:33:55  |
| 07    | Jean-Claude Decosse      | FRA  | 1:36:07  |
| 08    | Sylvestre Marclay        | SUI  | 1:37:54  |
| 09    | Marcel Lefèvre           | FRA  | 1:38:46  |
| 10    | André Van Wittenberghe   | BEL  | 1:39:23  |
| 11    | Christian Halloy         | BEL  | 1:39:55  |
| 12    | Walde Ponzio             | SUI  | 1:40:13  |
| 13    | Dominique Sorin          | FRA  | 1:41:19  |
| 14    | Gérard Gouion            | BEL  | 1:43:26  |
| 15    | Florian Monney           | SUI  | 1:47:15  |
| 16    | Hans Penner              | SUI  | 1:50:09  |

Datum: 21. Juni

### 50-km-Straßengehen
| Platz | Athlet           | Land | Zeit (h) |
| ----- | ---------------- | ---- | -------- |
| 01    | Didier David     | FRA  | 4:18:49  |
| 02    | Jean Garcia      | FRA  | 4:20:29  |
| 03    | Claude Saurier   | FRA  | 4:28:08  |
| 04    | Alfons Schwarz   | FRG  | 4:36:32  |
| 05    | Walter Drössler  | FRG  | 4:40:36  |
| 06    | Alain Labbé      | FRA  | 4:41:12  |
| 07    | Karl Schwabe     | FRG  | 4:42:21  |
| 08    | Gérard Cnockaert | BEL  | 4:51:41  |
| 09    | Michel Vallotton | SUI  | 4:52:44  |
| 10    | Louis Marquis    | SUI  | 4:53:35  |
| 11    | Max Grob         | SUI  | 4:59:06  |
| 12    | Manfred Bett     | FRG  | 5:03:74  |
| 13    | Robert Ponzio    | SUI  | 5:02:19  |
| 14    | Noël Opsomer     | BEL  | 5:16:44  |
| 15    | Arnaud Poubaix   | BEL  | 5:22:26  |
| DNF   | R. Pietquin      | BEL  |          |

Datum: 22. Juni